# Bloodshy & Avant
Bloodshy & Avant es un dúo sueco de productores discográficos y compositores formado por Christian Karlsson y Pontus Winnberg. Además de trabajar como productores, forman parte del grupo de indie pop Miike Snow.
El dúo Bloodshy & Avant es responsable de varias de las canciones pop más innovadoras de la década del 2000. Ellos han respaldado canciones para Madonna, Kylie Minogue, Christina Milian y Britney Spears. Su trabajo más exitoso es el sencillo "Toxic" de Britney Spears, el cual en el año 2004 ingresó a las diez primeras posiciones de todas las listas musicales de sencillos de alrededor del mundo y les hizo ganar un Grammy en la categoría Mejor grabación bailable.

## Biografía
Los primeros créditos de Christian Karlsson —Bloodshy— incluyeron trabajos en producción para Vitamin C, 98.º y Ultra Naté. Su primera colaboración con Pontus Winnberg —Avant— fue en el año 2001, como coescritor y productor del sencillo "I'm right here" de la cantante irlandesa Samantha Mumba, el cual se posicionó número 5 en el UK Singles Chart del Reino Unido, mas el álbum que incorporaría a la canción nunca fue lanzado, por lo que esta fue incluida en el año 2006 en el primer álbum recopilatorio de la cantante, The collection.
En el año 2001 el dúo también respaldó cinco canciones para el álbum debut homólogo de la cantante estadounidense Christina Milian, Christina Milian, entre las cuales fueron lanzadas "When you look at me" y "AM to PM" como sencillos. En sus trabajos siguientes el dúo sueco respaldó a las estrellas británicas Sugababes y Ms. Dynamite, trabajos que incluyeron al sencillo "It takes more" de Ms. Dynamite, el cual se posicionó número 7 en el UK Singles Chart.
En el año 2003 Bloodshy & Avant ganó un prestigio mayor cuando respaldó el cuarto álbum de estudio de la cantante estadounidense Britney Spears, In the Zone. De manera más específica con el sencillo "Toxic", el cual fue catalogado de «increíblemente original» por los críticos y alcanzó un éxito muy elevado tras ingresar al top 10 de todas las listas musicales de sencillos de alrededor del mundo.
Karlsson y Winnberg coescribieron "Toxic" junto a su colaborador habitual Henrik Jonback y a la veterna compositora Cathy Dennis. Esta fue recordada por los críticos y la audiencia como una de las mejores canciones del año 2004, y fue reconocida con un premio Ivor Novello, por su escritura y composición, y con un Grammy en la categoría Mejor Grabación Bailable.
La colaboración del dúo con Cathy Dennis también cosechó la canción "Sweet dreams my L.A. ex", la cual no fue incluida en In the Zone, mas se posicionó número 2 en el UK Singles Chart cuando fue lanzada como sencillo por la cantante local Rachel Stevens.
En el año 2004 Britney Spears encomendó a Bloodshy & Avant la producción de "My Prerogative", un cover del sencillo más exitoso del cantante R&B Bobby Brown, el cual a su vez fue el sencillo principal del primer álbum recopilatorio de la cantante, Greatest Hits: My Prerogative. El álbum de grandes éxitos también incluyó al sencillo "Do Somethin'", originalmente producido por el dúo para In the Zone, el cual a comienzos del año 2005 se posicionó número 6 en el UK Singles Chart. En el mismo año la canción "Chaotic", la cual también fue originalmente producida por el dúo para In the Zone, fue usada como el tema principal del reality Britney & Kevin: Chaotic.
Bloodshy & Avant tuvo un perfil bajo el resto del año 2005. Sus producciones en dicho período solo incluyeron canciones para los álbumes Confessions on a Dance Floor de Madonna y Chain letter de Brooke Valentine. El año 2006 fue aún más tranquilo para el dúo, con una única producción notable para la edición internacional del álbum Kelis Was Here de Kelis. Sin embargo, en el año 2007 Bloodshy y Avant regresó de una manera importante. El dúo reestructuró su estilo de producción electro pop, al cual llevó a «extremos nuevos y audaces» de acuerdo a los críticos. Su nuevo estilo implicó descomponer, retocar y refractar las voces en sus canciones, lo que en algunos casos llegó prácticamente al punto de obscurecer al cantante para llamar la atención del oyente.
El nuevo estilo de producción de Bloodshy & Avant quedó plasmado en el año 2007 en el quinto álbum de estudio de Britney Spears, Blackout, particularmente en el sencillo "Piece of Me", el cual fue muy elogiado por los críticos. Ese mismo año el dúo produjo de manera similar canciones para el álbum X de la cantante australiana Kylie Minogue.
Varias canciones que el dúo produjo para Blackout y que no fueron incluidas en el mismo, posteriormente fueron incluidas en el álbum debut de una de las ganadoras de American Idol, Jordin Sparks. Otra de dichas producciones fue la canción que dio el título al álbum Brave de Jennifer López. Entre los años 2007 y 2008 el dúo estuvo involucrado en proyectos que incluyeron su respaldo en escritura de canciones para la película Music and lyrics, su trabajo con artistas R&B como Kevin Michael y Sean Garrett, su producción para un proyecto de una historieta hip hop con el animador húngaro Andras Erkel y para el sexto álbum de estudio de Britney Spears, Circus. En el año 2008 el dúo Bloodshy & Avant recibió el Premio Sueco de Exportación Musical otorgado por el gobierno de su país, Suecia.
En 2012, Christian Karlsson junto a su compatriota Linus Eklöw, más conocido como Style of Eye, crearon el proyecto musical llamado Galantis, conocidos en 2013 por su sencillo "Smile".

## Discografía

### 2014
Disney - 'Los Muppets 2
- Dance in the Sky (interpretado por Annie McCausland)

### 2013
Katy Perry - Prism
- "Love Me" (producido por Bloodshy)

### 2011
Britney Spears - Femme Fatale
- "How I Roll"[4]
- "Trip to Your Heart"[4]

Sky Ferreira - As If!
- "Haters Anonymous"

### 2010
Sky Ferreira - One (CD Single)
- "One"

### 2008
Britney Spears - Circus
- "Unusual You"[5]
- "Radar"[5]
- "Trouble"
- "Phonography"

BoA - BoA
- "Did ya"
- "Eat you up"
- "Obsessed"
- "Touched"

Crystal Kay - Color change!
- "It's a crime"

Leon Jean Marie - Bent out of shape
- "You must know"
- "Bring it on"
- "Fair"
- "East end blues"
- "Jumpin off the block"

Sean Garrett - Turbo 919
- "Turbo 919"

### 2007
Britney Spears - Blackout
- "Piece of Me"
- "Radar"
- "Freakshow"
- "Toy Soldier"

Jennifer Lopez - Brave
- "Brave"

Jordin Sparks - Jordin Sparks
- "Shy boy"
- "Young and in love"
- "See my side"

Kevin Michael - Kevin Michael
- "We all want the same thing" Con Lupe Fiasco
- "Hood buzzin"

Kylie Minogue - X
- "Speakerphone"
- "No more rain"
- "Nu-di-ty"
- "Cherry bomb"

### 2006
Belinda - Utopía
- "Good... Good"

Kelis - Kelis Was Here
- "Fire" Con Spragga Benz

Natalie - Everything new
- "Dance with me"

### 2005
Britney Spears - Chaotic
- "Chaotic"
- "Mona Lisa"

Brooke Valentine - Chain letter
- "Blah-blah-blah" Con Ol' Dirty Bastard
- "American girl"
- "Thrill of the chase"

Madonna - Confessions on a Dance Floor
- "How high" (Producida con Madonna y Stuart Price)
- "Like it or not" (Producida con Madonna)

Ms. Dynamite - Judgement days
- "Not today"
- "Shavaar"

Rob Thomas - ...Something to be
- "This is how a heart breaks" (Producida por Matt Serletic)

Utada Hikaru - Exodus
- "You make me want to be a man" [Bloodshy & Avant Mix]

### 2004
Britney Spears - Greatest Hits: My Prerogative
- "My Prerogative"
- "Do Somethin'"
- "I've Just Begun (Having My Fun)"

Christina Milian - It's about time
- "I need more"

### 2003
Britney Spears - In the Zone
- "Showdown"
- "Toxic"

Rachel Stevens - Funky dory
- "Sweet dreams my L.A. ex"
- "Glide"

### 2002
Christina Milian - Christina Milian
- "AM to PM"
- "When you look at me"
- "You make me laugh"
- "Got to have you"
- "Your last call"
- "You snooze, you lose"

Ms. Dynamite - A little deeper
- "Put him out"
- "Brother"
- "It takes more"
- "Get up, stand up"

Sugababes - Angels with dirty faces
- "Supernatural"

### 2001
Vitamin C - More
- "Busted"
- 10. "I can't say no"

## Principales sencillos producidos por Bloodshy & Avant
| Artista          | Álbum                         | Año  | Sencillo                  | Peaks                     | Peaks                   | Peaks                | Certificaciones           | Certificaciones         | Certificaciones      |
| Artista          | Álbum                         | Año  | Sencillo                  | Bandera de Estados Unidos | Bandera del Reino Unido | Bandera de Australia | Bandera de Estados Unidos | Bandera del Reino Unido | Bandera de Australia |
| ---------------- | ----------------------------- | ---- | ------------------------- | ------------------------- | ----------------------- | -------------------- | ------------------------- | ----------------------- | -------------------- |
| Christina Milian | Christina Milian              | 2001 | «When You Look at Me»     | —                         | 2                       | 7                    | —                         | —                       | ●                    |
| Christina Milian | Christina Milian              | 2002 | «AM to PM»                | 27                        | 3                       | 25                   | —                         | —                       | —                    |
| Ms. Dynamite     | A Little Deeper               | 2002 | «It Takes More»           | —                         | 7                       | —                    | —                         | —                       | —                    |
| Samantha Mumba   | The Collection                | 2002 | «I'm Right Here»          | 80                        | 5                       | 32                   | —                         | —                       | —                    |
| Rachel Stevens   | Funky Dory                    | 2003 | «Sweet Dreams My L.A. Ex» | —                         | 2                       | —                    | —                         | ♦                       | —                    |
| Britney Spears   | In the Zone                   | 2004 | «Toxic»                   | 9                         | 1                       | 1                    | 2●                        | ♦                       | ▲                    |
| Britney Spears   | Greatest Hits: My Prerogative | 2004 | «My Prerogative»          | 101                       | 3                       | 7                    | —                         | —                       | ●                    |
| Britney Spears   | Greatest Hits: My Prerogative | 2005 | «Do Somethin'»            | 100                       | 6                       | 8                    | —                         | —                       | ●                    |
| Britney Spears   | Blackout                      | 2008 | «Piece of Me»             | 18                        | 2                       | 2                    | ▲                         | —                       | ▲                    |
| Britney Spears   | Circus                        | 2009 | «Radar»                   | 88                        | 46                      | 46                   | —                         | —                       | —                    |